# Dalkom, salbeolhan yeon-in
Dalkom, salbeolhan yeon-in (달콤, 살벌한 연인?, 달콤, 殺伐한 戀人?, Talk'om, salbŏlhan yŏninMR; lett. "La mia dolce fidanzata assetata di sangue"), conosciuto anche con il titolo internazionale in inglese My Scary Girl, è un film del 2006 scritto e diretto da Son Jae-gon.

## Trama
Hwang Dae-woo è un ventinovenne frustrato e insoddisfatto della propria esistenza, che per la sua timidezza non è mai riuscito ad avere alcun rapporto con le donne. Casualmente conosce una ragazza che vive nel suo condominio, Lee Mi-na, e dopo un inizio "burrascoso" riesce tuttavia a conquistarla, salvo poi scoprire in seguito che Mi-na gli aveva raccontato numerose bugie. Il giovane assume un investigatore e scopre che, dopo un passato di abusi, Mi-na aveva avuto rapporti con numerosi uomini diversi ed era giunta anche ad uccidere per denaro.
Scoperta la verità il giovane si confronta con la fidanzata, che nel frattempo si stava apprestando a lasciare il paese. Quando Dae-woo rivela di non averla denunciata poiché l'amava, la giovane lo invita a partire con lui, ma Dae-woo rifiuta. Due anni dopo i due si reincontrano casualmente a Singapore: Dae-woo è ancora scapolo, ma cerca di cogliere il lato positivo della vita; Mi-na non può invece tornare in Corea, e sta per prendere un aereo verso Sydney. Non sapendo se avranno occasione di rivedersi, Mi-na saluta Dae-woo con un bacio appassionato, dimostrando di provare ancora dei sentimenti per lui.

## Distribuzione
In Corea del Sud, la pellicola è stata distribuita da CJ Entertainment a partire dal 6 aprile 2006, risultando un successo al botteghino.